# Heavenly
Heavenly to zespół muzyczny z Paryża grający power metal, utworzony w 1994 przez wokalistę Benjamina Sotto i perkusistę Maxa Pilo.

## Muzycy

### Obecny skład zespołu
- Benjamin Sotto – śpiew
- Charley Corbiaux – gitara
- Olivier Lapauze – gitara
- Matthieu Plana – gitara basowa
- Thomas Das Neves – perkusja

### Byli członkowie zespołu
- Anthony Parker – gitara
- Chris Savourey – gitara
- Laurent Jean – gitara basowa
- Frédéric Leclercq – gitara
- P.E. Pelisson – gitara basowa
- Max Pilo – perkusja

## Dyskografia
- Coming From the Sky (2000)
- Sign of the Winner (2001)
- Dust to Dust (2004)
- Virus (2006)
- Carpe Diem (2009)